# 亚甲基膦
亚甲基膦是一种有机磷化合物，化学式为CH2=PH，它可由甲膦或叔丁基膦在约1000 °C热解或(三甲基硅基甲基)膦在710 °C热解得到。其键角∠CPH（~97.5 °）比亚胺类似物∠CNH（110.4 °）小。三甲膦热解产生单甲基磷自由基（H3C–P），这一中间体会进一步重排为亚甲基膦。亚甲基磷的反应性很高，即便在低沸点的溶剂中，153 K时即聚合。它和甲硫醇反应，可以得到甲基甲硫基膦。